# 名鉄3300系電車 (3代)

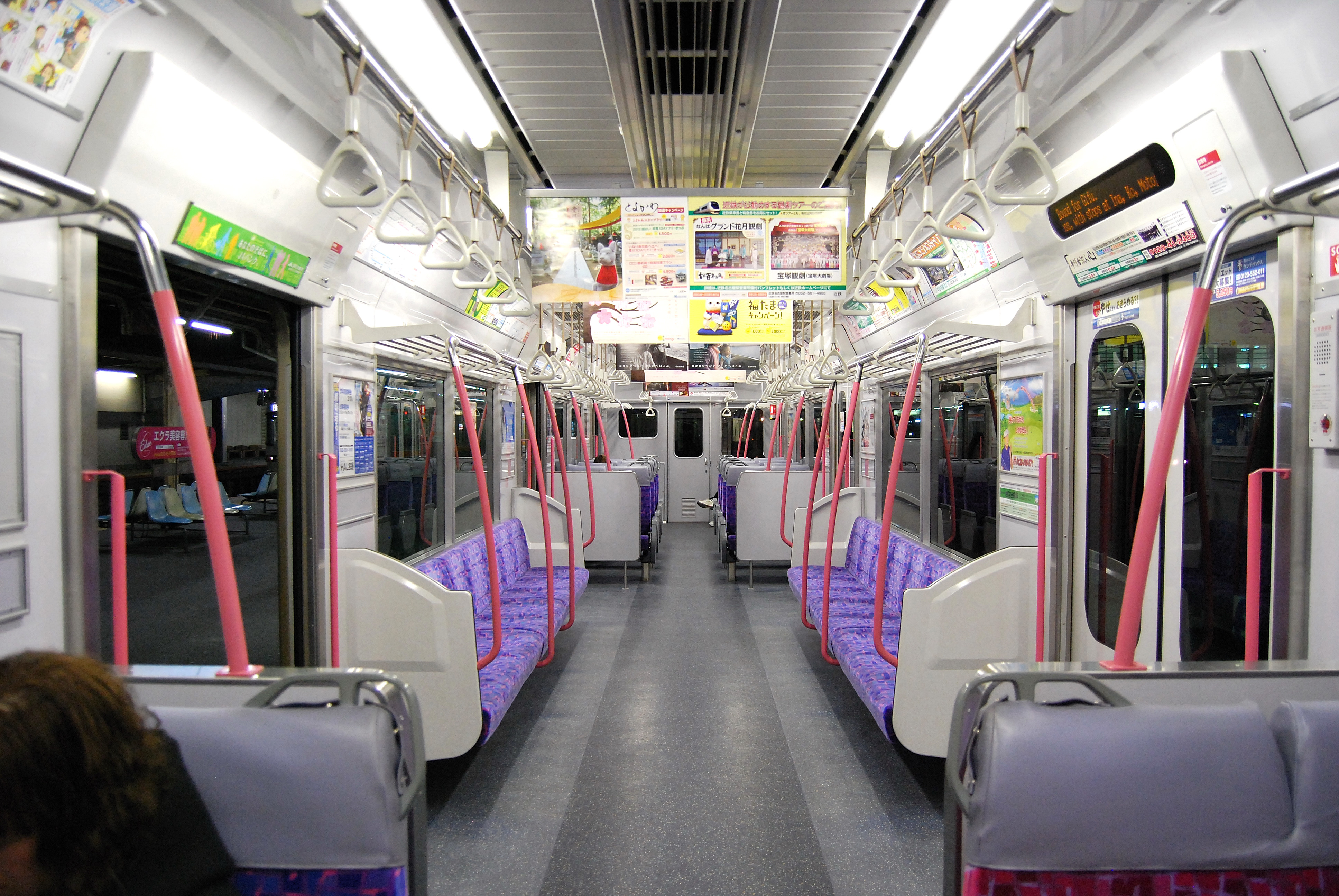
車内（3150系1次車）

名鉄3300系電車（めいてつ3300けいでんしゃ）は、2004年（平成16年）に登場した名古屋鉄道の通勤形電車である。
本項では、4両編成の3300系電車のほか、同一設計で2両編成の3150系電車についても記述する。
個別の編成を表す際の編成表記は、豊橋方先頭車の車両番号（例：3301編成）を用いて表記する。

## 概要
それまで増備されていた3500系・3700系・3100系に代わる今後の名鉄の標準型通勤電車として、先に地下鉄乗り入れ用として導入されていた300系をベースに開発された。
製造期間は15年に及ぶが、3300系は2005年から2014年まで、3150系は2008年から2014年まで増備が中断されていた。本形式の導入に伴い5500系・7000系・7500系・5700系・5300系といったSR車や通勤車の6000系が淘汰されている。

## 車両概説

### 車体
日本車輌製造のブロック工法によるステンレス車体である。地下鉄直通用ではないため、300系の20m級4ドアから19m級3ドアに変更されている。
断面は、300系ではストレートなものであったが、本系列では車体裾が3700系・3100系と同様に台枠部で鋭角に絞ったものになっている。
300系では屋根上にあった車外スピーカーは、本系列では取り付け位置が車体側面に変更され、先頭車で5個、中間車で6個設置されている。
前頭部は事故で損傷した際に修理がしやすいように普通鋼製とされ、この部分にはステンレス車体との一体感を出すためシルバーメタリック塗装が施されている。前面と側面の窓下には名鉄カラーのスカーレットの帯が細く配されているが、前面部については側面と比較してより細くなっている。
前面のデザインは300系をベースとした丸みを帯びた貫通型で、非常時に連結されている他編成（本系列もしくは9500系・9100系同士の場合のみ）への乗務員の移動を容易にするため、前面の非常用貫通扉の位置が300系と比較して中央寄りに変更されている。また、前面の灯具類は300系では上部に前照灯、排障器（スカート）の上部に尾灯を兼ねた標識灯が設置されているが、本系列では腰部に横並び（前照灯が内側となる）で配され、一体感を出すため、灯具周りには左右間を結ぶダークグレーの帯パーツが配されている。なお、前照灯はHIDランプ、標識灯はLED式である。
300系で設置されていた運行番号表示器は本系列では使用されないため省略されている。
電気連結器を装備する関係で、前面のスカートは2000系などと同一の左右の2分割タイプで、グレーに塗装されている。
客室側窓は、扉間はクロスシート・ロングシートとも8名分の座席配置にほぼ合致する大型2連固定窓、車端部は両先頭車の運転室側は3500系などと同様の小窓で、連結面側および中間車は、コストダウンを図るため、上部内折れ開閉式の大型窓とされている。また、すべての窓には300系と同様にUVカットガラスが使用され、カーテンが省略されている。前面および側面の種別・行先表示器は従来の字幕式ではなく、2000系などと同様の三菱電機製オーロラビジョンR-STAYが採用された。床面高さは1,100mmである。

### 内装
2005年度以前に製造した車両では厳しい空間的制約により地上設備の強化が行えず、列車の増発や増結が困難な名鉄名古屋駅を通る路線において、混雑の緩和とクロスシートを好む利用客の要望を両立させる解決策として、先に小牧線で就役した300系で採用された転換クロスシートとロングシートを扉間ごとに交互に配置する構成になっている。クロスシートの前後間隔は標準の900mmであり、通路幅は640mmとなる。なお、地上用の3扉通勤形車両がクロスシート装備で新製されたのは1990年の6500系7次車および6800系4次車以来14年ぶりのことであった。
つり革は三角形のもので、これまでの名鉄通勤車と異なりすべてパイプを通して吊されている。本系列までは従来の転換クロスシート装備車両と同様、クロスシート部分にはつり革が無い。なお、客室天井高さは2,270mmでJR東日本E231系などと同等である。また300系以降の標準設計としては、扉上部のLED案内表示装置の取付けに合わせて、幕板部の車内側（荷棚から上）が全体に内傾している点が挙げられる。連結面の貫通扉の窓は縦長で大型のものである。
バリアフリー対応としてドアチャイムを装備するほか、弱視者への注意喚起のため、客用扉部分の床は黄色のカラーステップとされている。両先頭車の運転席直後には車椅子スペースが設けられ、車椅子スペースとして使用されない場合の座席定員を増やすため、この部分には跳ね上げ式の折り畳み式補助椅子が設置された。この補助椅子の座面の裏側には車椅子固定用のベルトが装着され、窓上部には荷物棚も設置されている。各車両とも1両あたりで4名分の優先席が設けられている。また、床敷物はノンスリップタイプのものが採用されている。客室内のカラーリングは300系と同様にライトグレー系とされ、化粧板は微粒柄入り、座席モケットは柄入りで、色は一般席が青系、優先席が赤系である。側扉、妻面貫通扉、座席部分のポールはローズピンクである。
各車両とも2段表示が可能な3色LED式の車内案内表示装置が千鳥配置で1両あたりで3台設置され、通常は上段に種別・行き先と次の停車駅の切り替え表示が、下段は最大で8つ先までの停車駅または文字ニュースが表示される。また、妻面の鴨居部にはLED式による号車表示器が設置されている。
運転室については、運転台は2000系のものをベースとした右手で操作するワンハンドル式主幹制御器と液晶モニタ装置付きの仕様であるが、将来のワンマン運転にも対応できるように機器配置が変更されている。運転室と客室の仕切りは、乗務員扉が従来通り中央に設けられ、扉窓と従来より小型化された運転席背面の窓を黒褐色の着色ガラスとして、遮光幕はフリーストップ式のものが後者のみに設けられた。

### 機器類
各電動車に搭載されている1C4M2群分割方式車両制御装置はIGBT素子によるVVVF装置で三菱電機または東芝製である。故障時対応として補助電源（CVCFインバータ）と一体とされ、補助電源の故障時にはVVVFの1群を開放してCVCFに切り替えるデュアルモード方式が採用されている。この方式はJR西日本223系電車以降の車両でも使用されている。3300系と3150系で設計を共通化するため、これまでの4両組成を組む系列（3500系・3700系のほか、1000系や6500系など）とは異なり、M車（電動車）は1M方式となり、4両固定編成を組む車両としては6000系以来となるMTユニット方式となった。主電動機は出力170kWで東洋電機製造製のもの (TDK-6382B) を各電動車に4個装備する。ブレーキシステムには純電気ブレーキを採用し、回生率を向上させている。また、3500系などの電気指令式ブレーキの車両との併結に対応させるための読替装置が搭載されている。補助電源のSIVは3100系以降の他形式と同様電動車に搭載し、上記の通り故障時にはCVCFインバータによってバックアップされる。制御車と付随車にはC-1500型電動空気圧縮機が搭載されている。集電装置は東洋製のシングルアーム式パンタグラフを各電動車に1基装備する。
空調装置は名鉄の車両で初の集中式（容量40,000kcal/h、東芝 RPU-11020）で、各車両とも1両あたり1基設置されている。排気扇は従来のものよりも大型のもので形状も変更され、各車両とも空調装置の前後に1台ずつ設置されている。FRP成型部材が使用された天井の見付けはJR東日本E231系電車などに準じている（ただしラインデリア吹き出し口が異なりアルミ部材）。

## 系列別概要

### 3300系
前述のとおり、2004年10月に登場した地上用で初のステンレス車両。4両編成で、豊橋方から ク3300形(Tc) - モ3350形(M) - サ3450形(T) - モ3400形(Mc) の順に組成される。このうち「モ3350形」という形式は3代目、「モ3400形」という形式は2代目である。
1次車 3301編成
2004年10月に3150系、3151編成とともに落成し、試運転の後、同年11月15日に営業運転を開始した。当初は4両編成単独で普通列車主体の限定運用が組まれていたが、10日ほどで3500系や3700系と共通に運用されるようになった。
3301編成の車両番号は、豊橋方がク「3301」、豊橋方から2両目がモ「3351」、岐阜方がモ「3401」と、直近に営業運転を終了した車両の番号がそのまま転用されている。

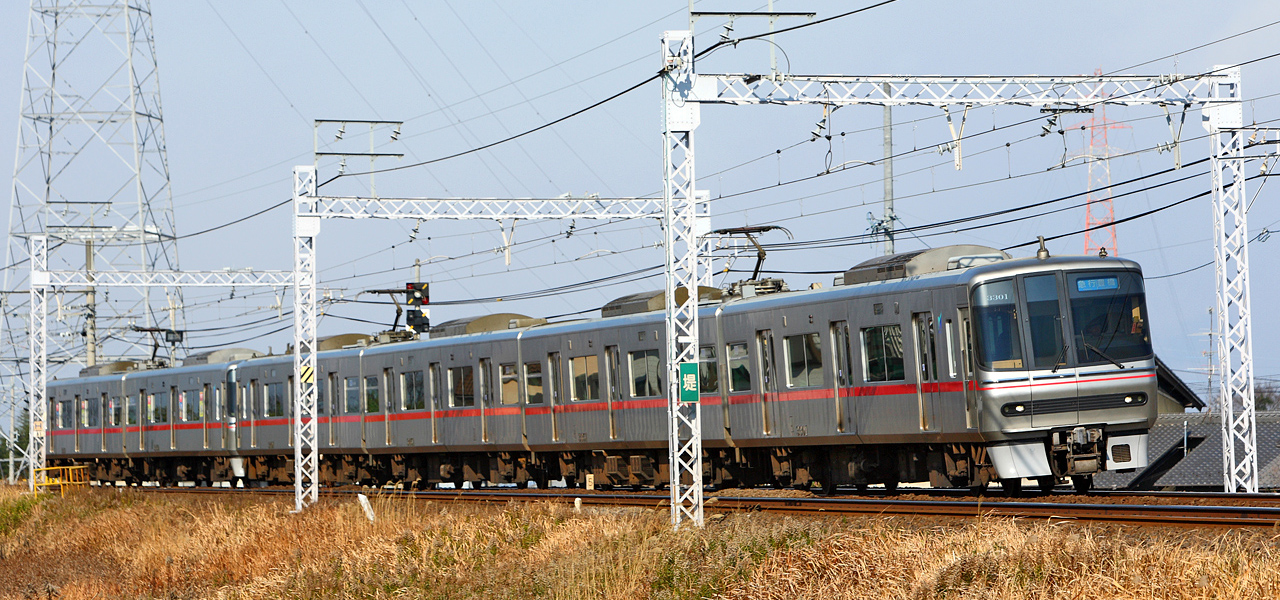
3301編成

2次車 3302編成 - 3305編成
4編成16両が製造され、2005年7月に落成。試運転の後、同年8月より営業運転を開始した。
運転室直後の折り畳み式補助椅子が2200系と同様の肘掛け付きのものに変更されている。また、天井中央部のパネルがFRP成型板からアルミデコラの平板になるなど変化が見られる。また、乗務員扉の小窓の形状もラッチ式タイプのものに変更となった。
なお、2006年8月から2010年5月まで3305編成の岐阜方先頭車であるモ3405号はインバータ装置が新型のものに、片側の台車の主電動機が全閉外扇型のものにそれぞれ交換され、各種試験が行われていた。このうちの全閉外扇型主電動機については2008年登場の瀬戸線・4000系で本採用となった。このほか、1・2次車は2015年から2018年にかけて順次塗装パターンが下記4次車以降に準じたものに変更された。

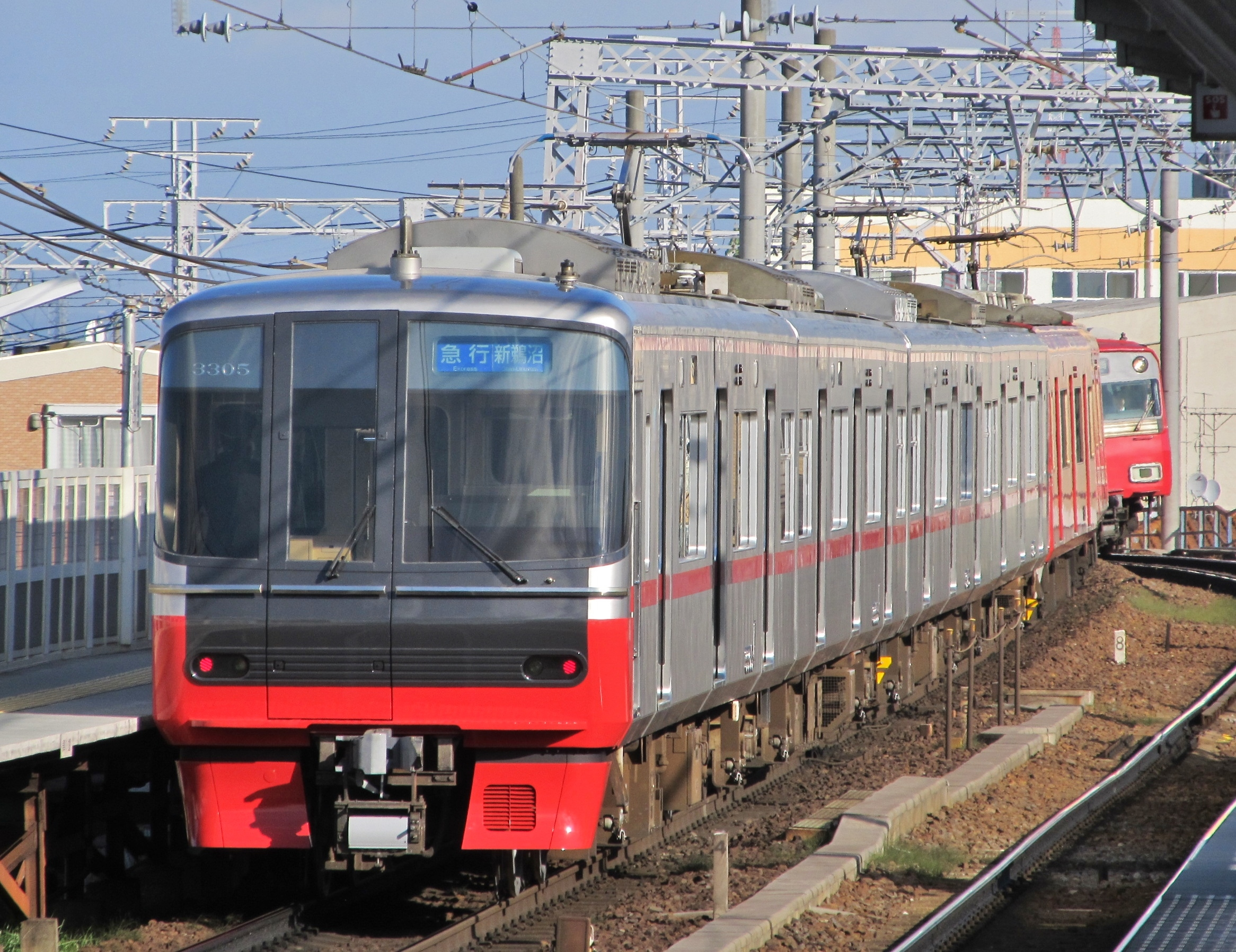
3305編成（カラーリング変更後）

3次車 3306編成
瀬戸線喜多山駅高架工事に伴う車両不足解消のため、2015年1月に高架化事業費で製造された編成。瀬戸線への投入は一時的なもので、工事完了後は本線系統へ転属する見込みである。その経緯から搬入時点では名鉄所有ではない私有車であり、名鉄所有となったのは瀬戸線での運用が開始された2016年9月17日からである。
3300系の製造は10年ぶりの事で、以下の様な仕様変更が行われている。なお塗装パターンは2次車までと同じで、その後も他の編成とは異なり変更されていない。
1.座席配置をオールロングシートに変更。座席のスタンションポールを優先席部のみ一部オレンジ着色、その他は無塗装のつや消し仕上げのものに変更。
2.種別・行先表示器を従来のオーロラビジョンR-STAYからフルカラーLEDに変更。
3.車内案内表示装置を3色LED式からワイド画面のLCD式のものに変更。また、この編成のみ4000系同様全側扉上部に車内案内表示装置が搭載されている。
4.台車を4000系で採用されたモノリンク式ボルスタ台車のFS571形に変更。
5.正面下部のスカートを大型のものに変更。
6.運転台のモニタ及び、マスコンの形状が変更
7.連結器には瀬戸線では使わない電連や4000系と連結するためのジャンパ線を設置
- 3306編成

4次車 3307編成
5次車 3308編成・3309編成
6次車 3310編成・3311編成
7次車 3312編成 - 3315編成
2015年度に4次車1編成、2016年度に5次車2編成、2017年度に6次車2編成、2018年度に7次車4編成が落成した。
基本的な仕様は3次車と同様であるが、塗装パターンが変更され、スカートはグレーからスカーレットに、前面の灯具類の上部の塗装が黒に、灯具類より下部の塗装がスカーレットに変更されている。また、新たに側面の窓上にスカーレットの細めのライン1本が追加された。なお、車内の案内表示装置は3次車と同一のLCD式であるが、配置は従来車と同様な千鳥配置に変更されている。これを最後に本形式は製造を終了した。

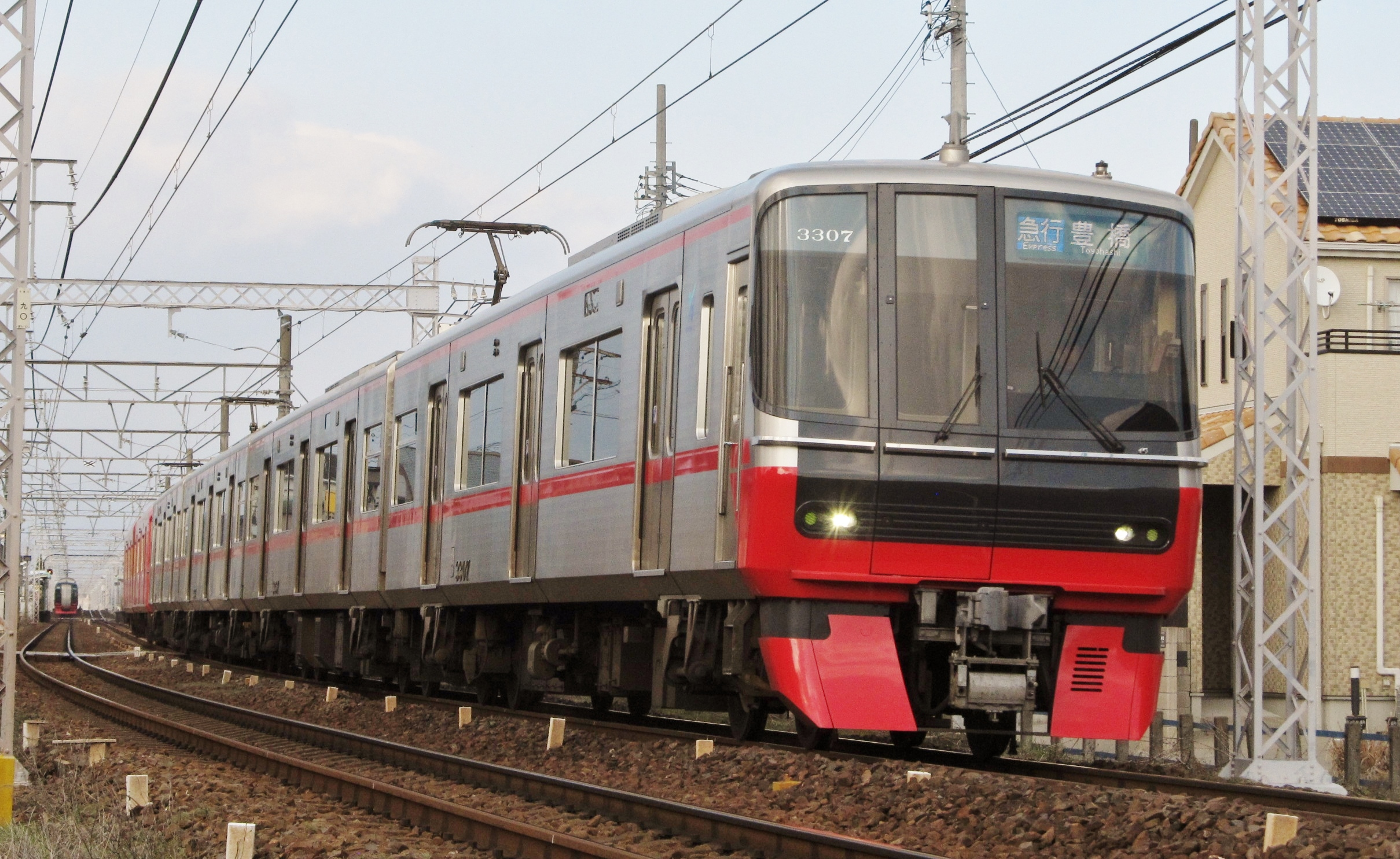
3307編成

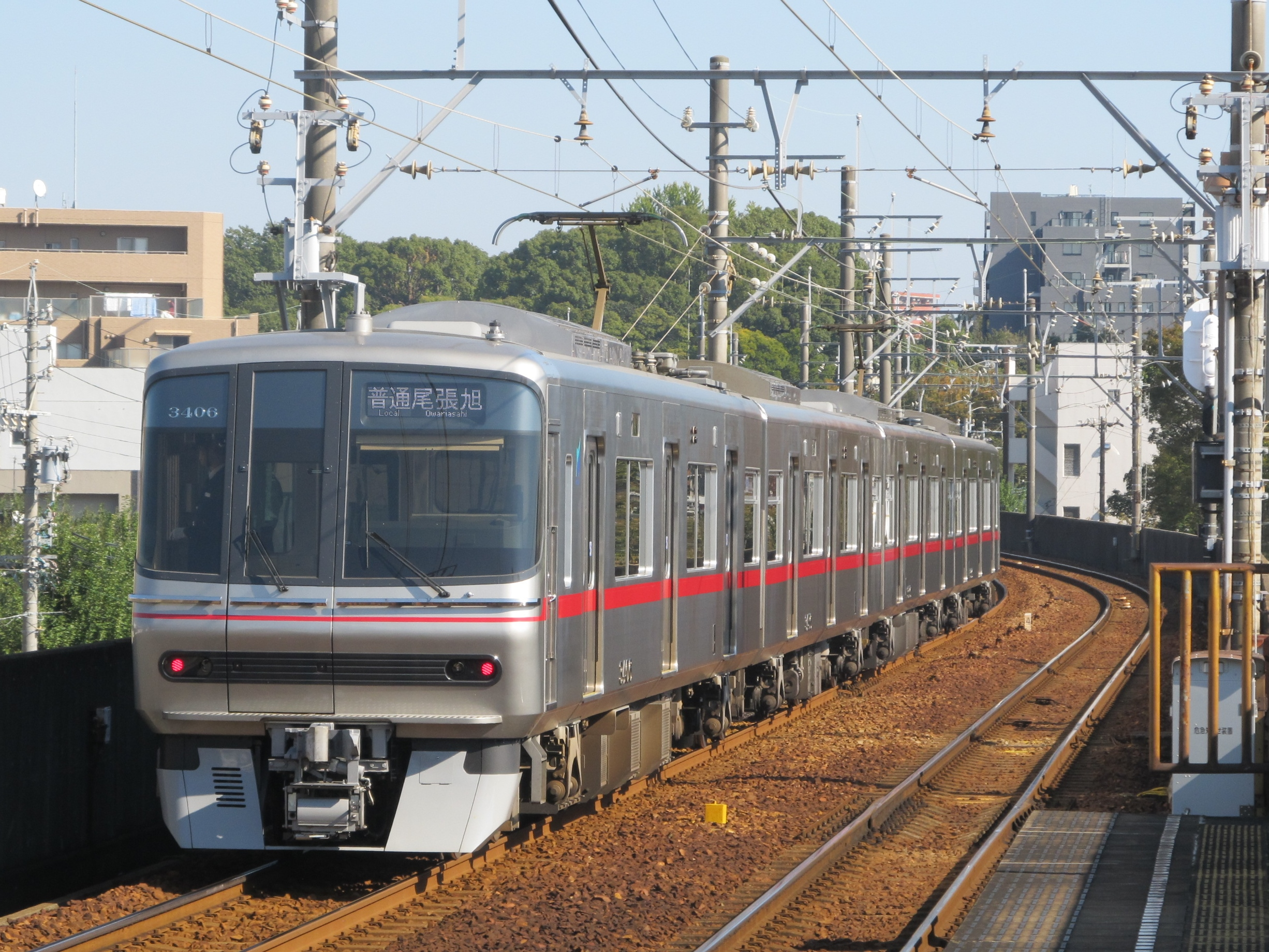
3307編成

### 3150系
2004年10月に登場した3300系の2両組成バージョンである。豊橋方から ク3150形(Tc) - モ3250形(Mc) の順に組成される。このうち「モ3250形」という形式は2代目である。
前述のように、設計負担を軽減させるために本系列では3300系の両先頭車であるク3300形およびモ3400形と同一設計とされている。よって仕様は3300系と同一である。
共通運用が組まれている3100系・9100系と同様にミュージックホーンや自動放送装置は搭載されていないため、3150系ならびに3100系、9100系が先頭車となる特急（名鉄名古屋・名鉄岐阜・犬山方面）はミュージックホーンを鳴らすことができない。ただし、2200系と併結して快速特急・特急の運用に入った際にはそれらの編成に搭載されている自動放送や車内メロディが流れる。
1次車 3151編成 - 3154編成
3151編成は2004年10月に3301編成とともに落成し、同年11月までに他の3編成が落成した。仕様は3301編成と同一である。試運転の後、同年11月27日にそれまで7000系・7500系で運用されていた列車の一部を置き換える形で就役した。2005年1月29日のダイヤ改正までは限定運用が組まれ、本系列のみ2+2の4両で主に犬山線・河和線系統の急行に充当されていた。

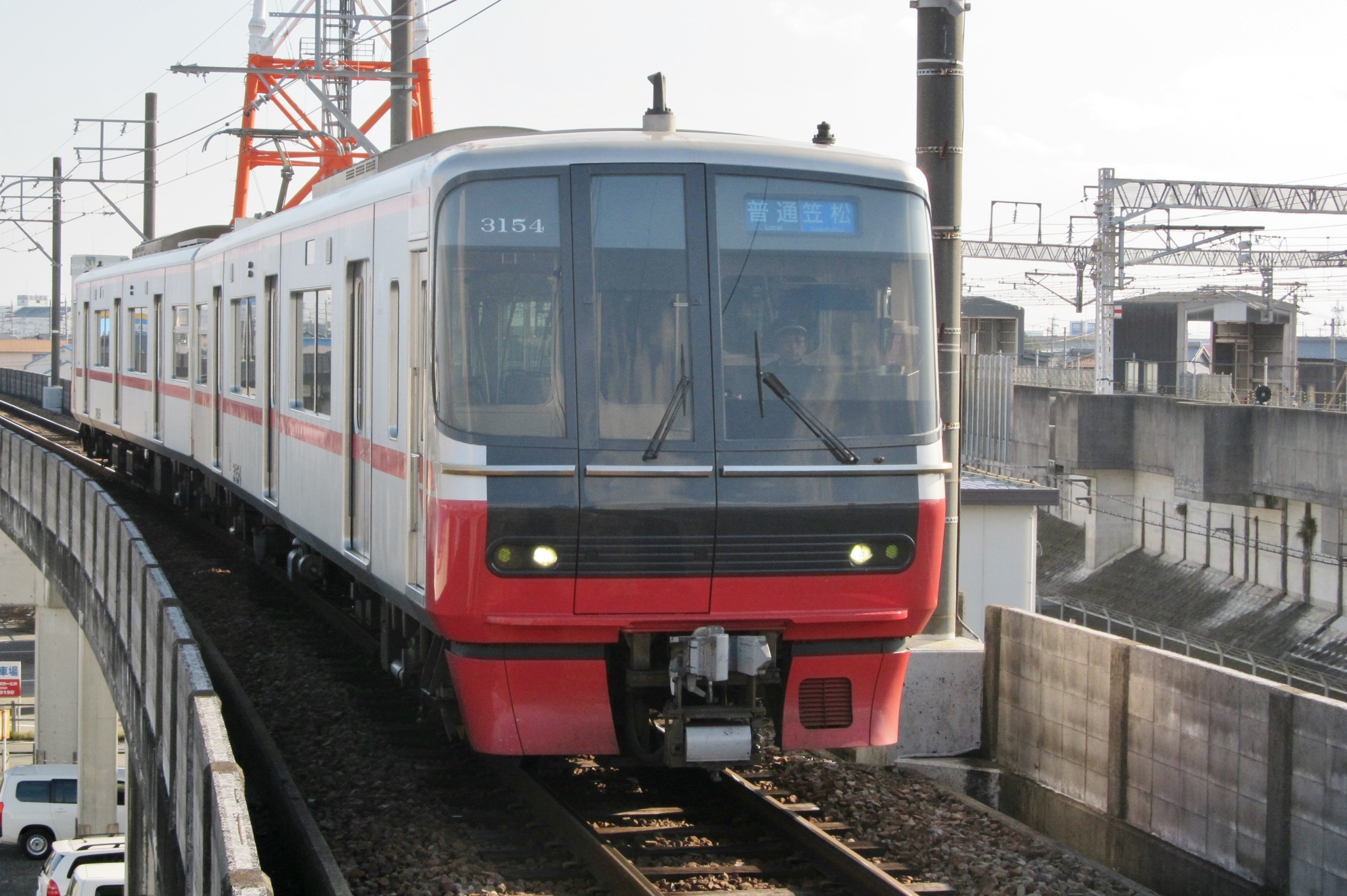
3154編成（カラーリング変更後）

2次車 3155編成 - 3159編成
1次車の落成後、3150系の増備は2年半の間なかったが、2007年度に2次車として5編成が増備された。同年3月に落成し、試運転の後、同年4月より営業運転を開始した。これに伴い7000系の4両組成3編成と6両組成1編成が廃車された。
この増備車では、車内座席のオールロングシート化、座席周囲の手すりの色をピンクからライトブルーパープルに変更したうえで着色範囲も縮小・扉横の手すりの無塗装化、オーロラビジョンR-STAYの照明が白色LEDに変更された。また、新製時より自動給電装置とEB装置を搭載し、3300系2次車と同様に天井周りにも変化が見られる。オールロングシートへの変更により全体定員は各車117名から125名に、座席定員は44名から46名へと増えた。
5次車（後述）のデザイン変更に対応する形で1 - 4次車の外観も順次変更が進んでいるが、その第一陣として変更されたのは2次車の3158編成であった。

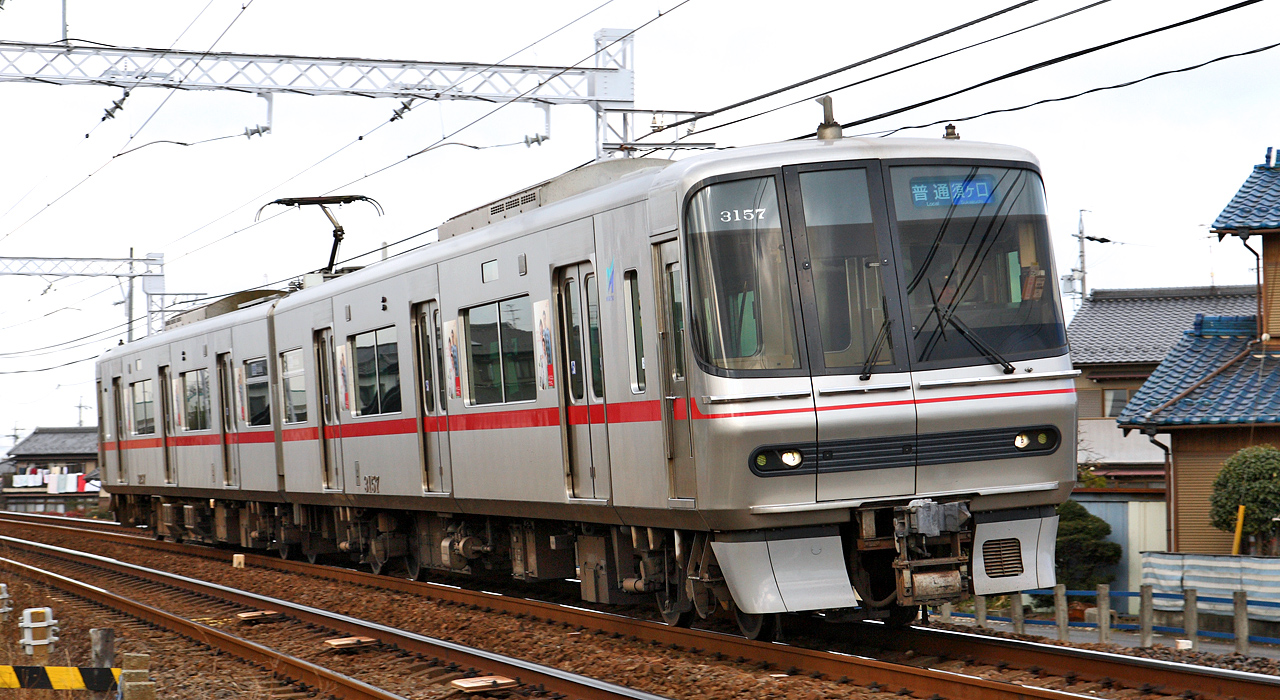
3157編成（2008年12月27日 / 黒田 - 木曽川堤）
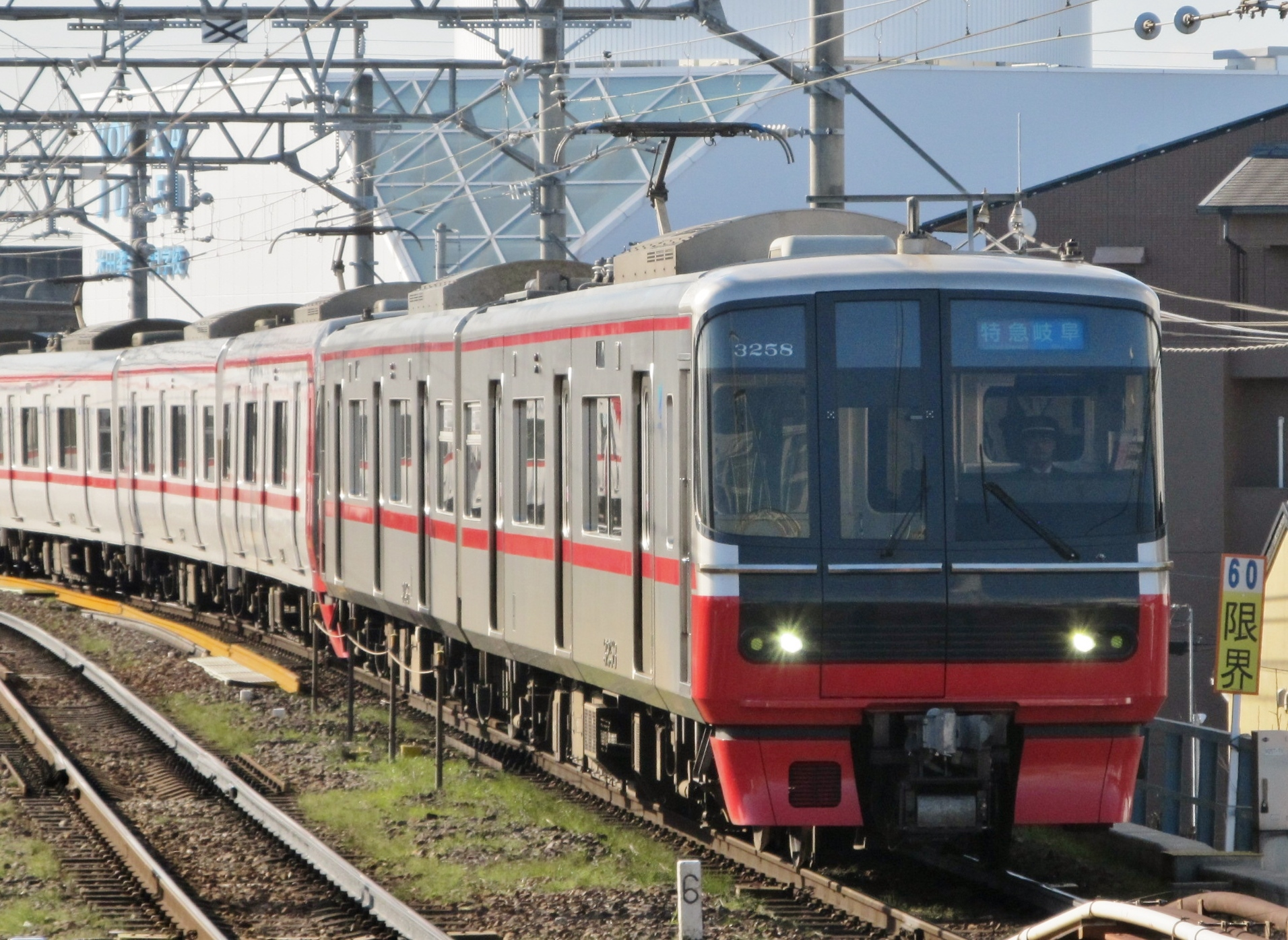
3158編成（カラーリング変更後）

3次車 3160編成 - 3163編成
7000系の置き換えを進めるため、2008年度には7編成14両が製造された。そのうち2008年6月に落成した4編成が3次車である。
2次車同様のオールロングシート仕様で、座席の形状も従来通りであるが、先に登場した5000系に準じたマイナーチェンジが行われ、前・側面の種別・行先表示器はオーロラビジョンR-STAYからフルカラーLED式のものに変更された他、優先席が各車4名分→10名分に増加し、優先席エリアのつり革とスタンションポールは黄色のものを採用し、区別を図った。運転席直後の車椅子スペースにあった荷棚と折りたたみ椅子は廃止され、車椅子固定用のベルトのみとなっている。そのため座席定員は再び各車44名となった。また、運転室側の消火器の設置箇所は車椅子スペース上部から車掌台側の座席の横に変更され、設置箇所の化粧板には欠き取りがある。

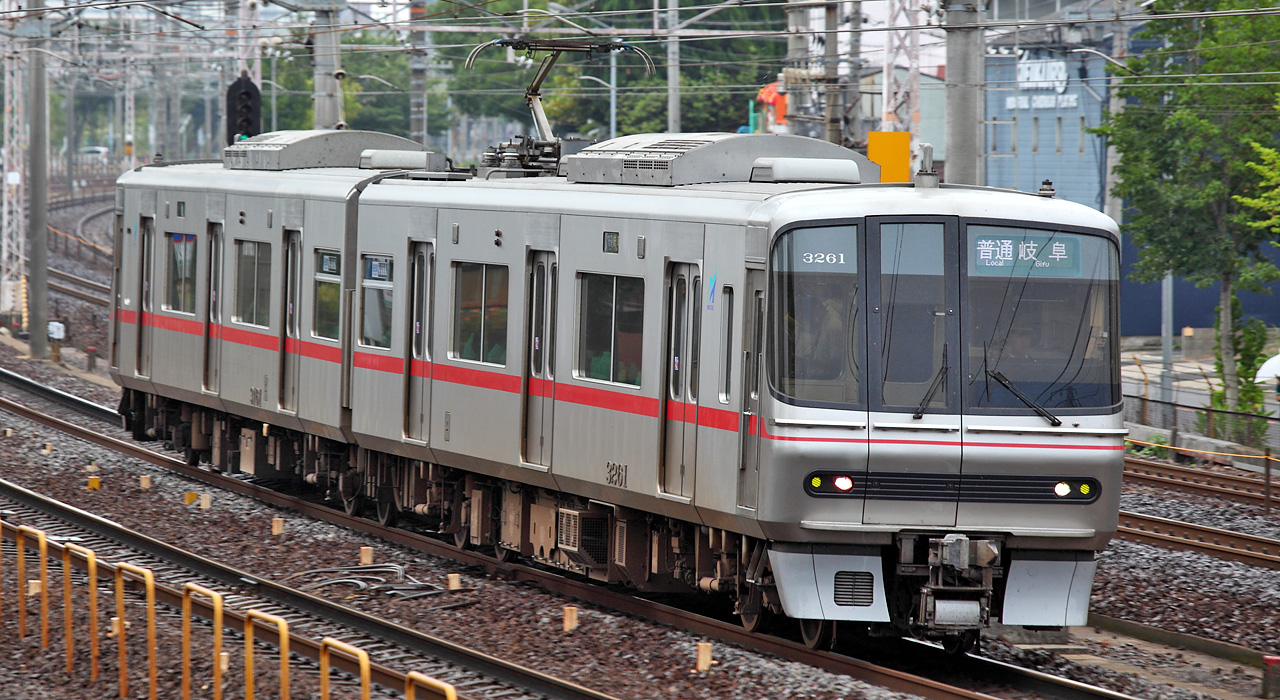
3161編成

4次車 3164編成 - 3166編成
2008年12月に3編成が落成した。基本的には3次車と同一仕様であるが、側扉付近の床が黄色に着色されている。床面は扉付近の床面に黄着色の施されている4000系や2330系と同じく、淡いブルーグレー系の単色という仕様に変更されている。この4次車就役にともない、4両編成3本が残されていた7000系は定期運用を終了した。

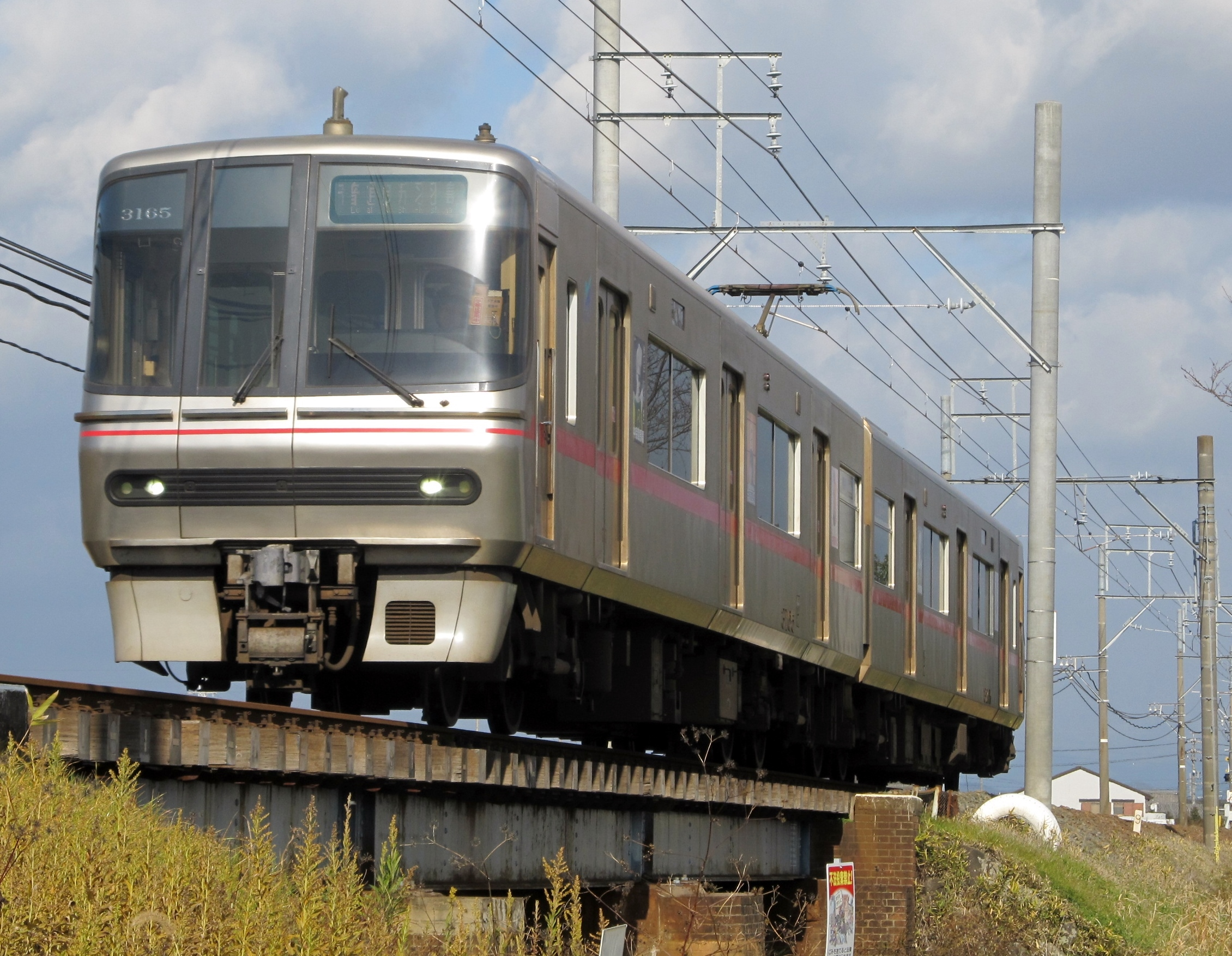
3165編成

5次車 3167編成・3168編成
6次車 3169編成
7次車 3170編成 - 3172編成
2015年4月と5月に5次車2編成、2016年4月に6次車1編成、2017年4月に7次車3編成が落成した。
いずれも2015年より7年ぶりに増備が再開されたもので、上記3300系4次車以降に準じた仕様変更が行われている。5次車の導入によって1850系1852編成・1853編成が、7次車の導入により5300系5309編成・6000系6019編成・6051編成が除籍・廃車になった。この増備をもって本形式の製造は終了した。

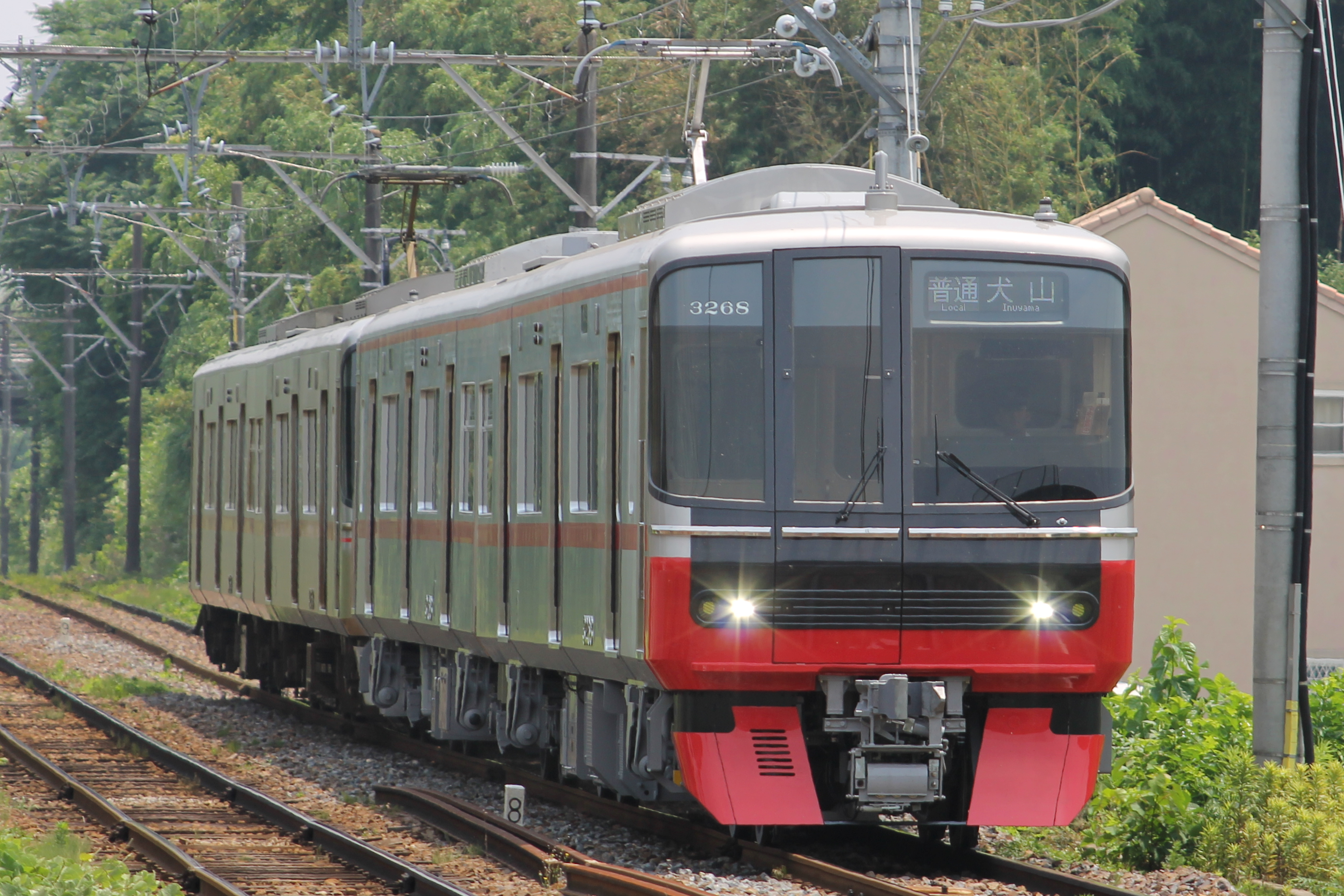
3168編成

## 運用

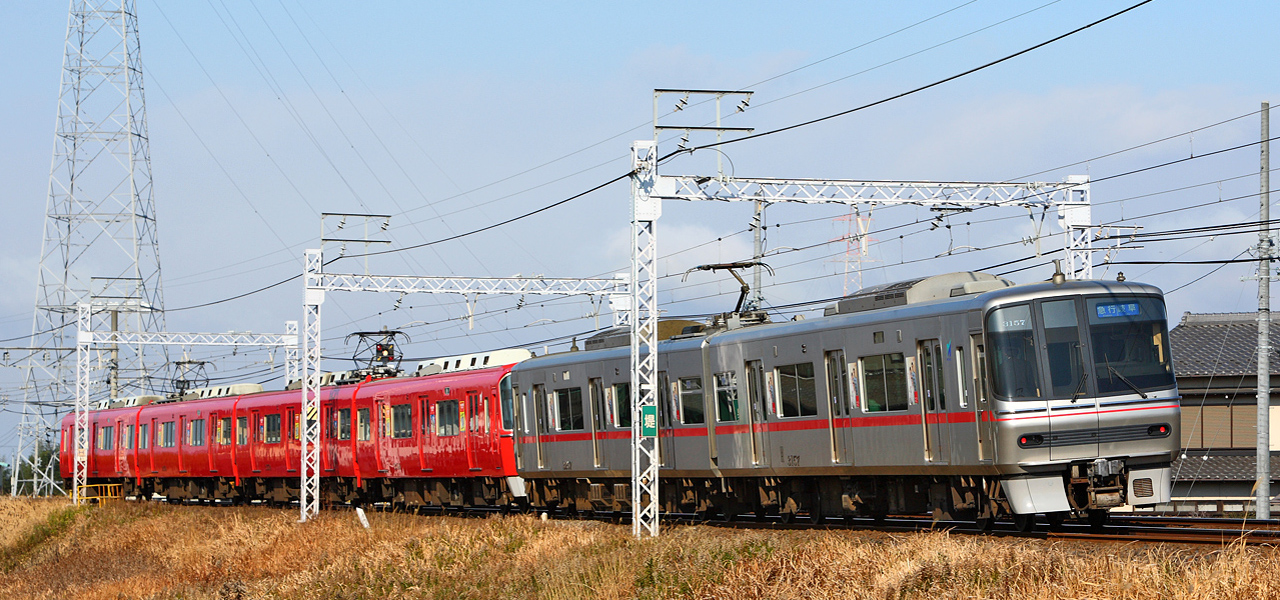
3150系と3500系の併結運転
（2008年12月27日 / 黒田 - 木曽川堤）

3300系・3150系両系列で4両組成15編成60両（3306編成は瀬戸線用）、2両組成22編成44両の合計37編成104両が在籍する。
前述したように電気指令式ブレーキシステムを有する車両との併結運転が可能であるため、在来の3500系・3700系・3100系及び後継の9500系・9100系との併結が日常的に見られる。運用は編成両数で分けられ、3300系は4両固定編成を組む3500系・3700系・9500系と共通に運用され、快速急行から普通まで広範囲にわたって運用されている。また、2011年3月改正より再び全車一般車特急の定期運行が再開され、深夜の名鉄名古屋駅発東岡崎行きの特急で使われるようになり、2019年3月改正より平日日中の名鉄名古屋駅～河和駅で運行される全車一般車特急にも運用範囲が広がった。3150系は2両編成の3100系・9100系との共通運用が組まれ、快速特急以下の種別での運用が主体で、2200系の増結用として名古屋本線や犬山線の快速特急・特急や3300系同様の快速急行・急行の運用にも充当される。なお、3150系や3100系、9100系の定期運用の中には2両組成を3編成連結した6両編成での運行も存在する。
3300系・3150系とも現時点では、豊田線、蒲郡線、三河線、各務原線、広見線、小牧線、築港線での定期運用はない。瀬戸線は全列車4両固定編成のため、3150系は配置されていない。また、2008年6月28日までは広見線の新可児駅 - 御嵩駅間にも入線していたが、ダイヤ改正による同区間のワンマン運転開始にともない、定期運用は消滅した。三河線では営業運転開始後から2005年1月29日のダイヤ改正までの短い間に知立 - 碧南間にも入線していた。これ以外にも三河線には車両が不足したときに入線したことが何度かある。
築港線では営業運転開始後から2009年10月2日まで入線していたが、ダイヤ改正により5000系による4両編成で運用されるようになったため、定期運用は消滅した。

## ラッピング車両
2006年3月6日から7月8日まで、3302編成に岐阜県可児市に所在する花フェスタ記念公園のバラをイメージしたラッピングが、同年9月には中京競馬場のラッピングが施されていた。
2010年10月1日から翌年3月末まで、子育て応援の日「はぐみんデー」の取り組みとして、3305編成の車体全体に黄色主体のラッピングが施されていた。名鉄における全面ラッピングは3701編成・3106編成の愛知県警ラッピング（2003年4月～2004年3月）以来、2度目の事であった。
2012年7月18日から10月15日まで、3305編成に対して『ぎふ清流国体・ぎふ清流大会』のロゴやマスコットキャラクターを配したラッピングが施されていた。
2015年1月12日から11月15日まで、『徳川家康公顕彰四百年記念事業』を宣伝するラッピングが3302編成・3303編成の2編成に施されていた。
2017年3月6日から11月17日まで、3308編成に岐阜市信長公450周年プロジェクトの一環でラッピングが施されていた (予定では同年11月1日まで)。
2023年11月5日から12月8日まで、ミスタードーナツのラッピングが3304編成に施されていた。

### エコムーブトレイン
2008年から2015年の毎年6月頃から秋頃まで「エコムーブトレイン」のラッピングが施されていた。これは2006年から実施されている「電車で、ECO MOVE。」キャンペーンの一環として実施されていたももので、ラッピングの際には窓下の帯が緑色に変更され、車内には環境に関するポスターが掲出されていた。
| 年     | 期間                  | 編成     | ラッピング | 備考                                                                |
| 2008年 | 6月5日 - 9月5日       | 3301編成 | 2008年版   | [ 24 ]                                                              |
| 2009年 | 6月5日 - 翌年2月28日  | 3301編成 | 2009年版   | 当初10月31日までの予定だったが延長した。                            |
| 2010年 | 5月22日 - 10月31日    | 3301編成 | 2010年版   | COP10開催年。同会議のロゴや小学生が描いたイラストがデザインされた。 |
| 2011年 | 6月5日 - 翌年3月31日  | 3301編成 |            | [ 28 ] [ 29 ]                                                       |
| 2012年 | 5月20日 - 翌年3月31日 | 3304編成 |            | [ 30 ]                                                              |
| 2013年 | 5月25日 - 翌年3月31日 | 3305編成 |            | [ 31 ]                                                              |
| 2014年 | 5月11日 - 翌年3月31日 | 3304編成 |            | [ 32 ]                                                              |
| 2015年 | 5月20日 - 10月31日    | 3305編成 |            | [ 33 ]                                                              |

## 編成表
2020年末時点の車両番号を基本として記載する。以降の増備編成については備考欄を参照されたい。
凡例Tc …制御車、Mc …制御電動車、M …電動車、T…付随車
VVVF/SIV…制御装置・補助電源装置、CP…電動空気圧縮機、PT…集電装置
|          | ← 豊橋/尾張瀬戸名鉄岐阜/栄町 → | ← 豊橋/尾張瀬戸名鉄岐阜/栄町 → | ← 豊橋/尾張瀬戸名鉄岐阜/栄町 → | ← 豊橋/尾張瀬戸名鉄岐阜/栄町 → | 製造次数 | 落成日     | 外観デザイン変更・備考      |
| 形式     | ク3300                         | モ3350                         | サ3450                         | モ3400                         | 製造次数 | 落成日     | 外観デザイン変更・備考      |
| 区分     | Tc                             | M                              | T                              | Mc                             | 製造次数 | 落成日     | 外観デザイン変更・備考      |
| 車両番号 | 3301                           | 3351                           | 3451                           | 3401                           | 1次車    | 2004/10/18 | 2018/4/19 外観デザイン変更  |
| 車両番号 | 3302                           | 3352                           | 3452                           | 3402                           | 2次車    | 2005/7/19  | 2016/4/13 外観デザイン変更  |
| 車両番号 | 3303                           | 3353                           | 3453                           | 3403                           | 2次車    | 2005/7/19  | 2016/3/2 外観デザイン変更   |
| 車両番号 | 3304                           | 3354                           | 3454                           | 3404                           | 2次車    | 2005/7/28  | 2016/5/19 外観デザイン変更  |
| 車両番号 | 3305                           | 3355                           | 3455                           | 3405                           | 2次車    | 2005/7/28  | 2015/12/25 外観デザイン変更 |
| 車両番号 | 3306                           | 3356                           | 3456                           | 3406                           | 3次車    | 2015年1月  | 2016/9/17 名鉄籍に編入      |
| 車両番号 | 3307                           | 3357                           | 3457                           | 3407                           | 4次車    | 2015/8/19  | 落成時より新外観デザイン    |
| 車両番号 | 3308                           | 3358                           | 3458                           | 3408                           | 5次車    | 2016/6/21  | 落成時より新外観デザイン    |
| 車両番号 | 3309                           | 3359                           | 3459                           | 3409                           | 5次車    | 2016/6/21  | 落成時より新外観デザイン    |
| 車両番号 | 3310                           | 3360                           | 3460                           | 3410                           | 6次車    | 2017/5/19  | 落成時より新外観デザイン    |
| 車両番号 | 3311                           | 3361                           | 3461                           | 3411                           | 6次車    | 2017/5/19  | 落成時より新外観デザイン    |
| 車両番号 | 3312                           | 3362                           | 3462                           | 3412                           | 7次車    | 2018/11/20 | 落成時より新外観デザイン    |
| 車両番号 | 3313                           | 3363                           | 3463                           | 3413                           | 7次車    | 2018/11/20 | 落成時より新外観デザイン    |
| 車両番号 | 3314                           | 3364                           | 3464                           | 3414                           | 7次車    | 2019/1/9   | 落成時より新外観デザイン    |
| 車両番号 | 3315                           | 3365                           | 3465                           | 3415                           | 7次車    | 2019/1/9   | 落成時より新外観デザイン    |
| 搭載機器 | CP                             | VVVF/SIV,PT                    | CP                             | VVVF/SIV,PT                    |          |            |                             |

|          | ← 豊橋名鉄岐阜 → | ← 豊橋名鉄岐阜 → | 製造次数 | 落成日     | 備考                        |
| 形式     | ク3150           | モ3250           | 製造次数 | 落成日     | 備考                        |
| 区分     | Tc               | Mc               | 製造次数 | 落成日     | 備考                        |
| 車両番号 | 3151             | 3251             | 1次車    | 2004/10/18 | 2017/11/24 外観デザイン変更 |
| 車両番号 | 3152             | 3252             | 1次車    | 2004/11/2  | 2015/12/1 外観デザイン変更  |
| 車両番号 | 3153             | 3253             | 1次車    | 2004/11/2  | 2016/4/1 外観デザイン変更   |
| 車両番号 | 3154             | 3254             | 1次車    | 2004/11/2  | 2015/12/7 外観デザイン変更  |
| 車両番号 | 3155             | 3255             | 2次車    | 2007/4/1   | 2018/1/11 外観デザイン変更  |
| 車両番号 | 3156             | 3256             | 2次車    | 2007/4/1   | 2018/3/1 外観デザイン変更   |
| 車両番号 | 3157             | 3257             | 2次車    | 2007/4/1   | 2015/8/21 外観デザイン変更  |
| 車両番号 | 3158             | 3258             | 2次車    | 2007/4/1   | 2015/7/17 外観デザイン変更  |
| 車両番号 | 3159             | 3259             | 2次車    | 2007/4/1   | 2015/10/1 外観デザイン変更  |
| 車両番号 | 3160             | 3260             | 3次車    | 2008/6/5   | 2016/7/18 外観デザイン変更  |
| 車両番号 | 3161             | 3261             | 3次車    | 2008/6/5   | 2016/7/8 外観デザイン変更   |
| 車両番号 | 3162             | 3262             | 3次車    | 2008/6/5   | 2016/8/26 外観デザイン変更  |
| 車両番号 | 3163             | 3263             | 3次車    | 2008/6/5   | 2016/10/17 外観デザイン変更 |
| 車両番号 | 3164             | 3264             | 4次車    | 2008/12/4  | 2017/2/6 外観デザイン変更   |
| 車両番号 | 3165             | 3265             | 4次車    | 2008/12/4  | 2016/12/2 外観デザイン変更  |
| 車両番号 | 3166             | 3266             | 4次車    | 2008/12/4  | 2017/4/11 外観デザイン変更  |
| 車両番号 | 3167             | 3267             | 5次車    | 2015/4/13  | 落成時より新外観デザイン    |
| 車両番号 | 3168             | 3268             | 5次車    | 2015/5/11  | 落成時より新外観デザイン    |
| 車両番号 | 3169             | 3269             | 6次車    | 2016/4/13  | 落成時より新外観デザイン    |
| 車両番号 | 3170             | 3270             | 7次車    | 2017/4/7   | 落成時より新外観デザイン    |
| 車両番号 | 3171             | 3271             | 7次車    | 2017/4/7   | 落成時より新外観デザイン    |
| 車両番号 | 3172             | 3272             | 7次車    | 2017/4/7   | 落成時より新外観デザイン    |
| 搭載機器 | CP               | VVVF/SIV,PT      |          |            |                             |